# Knoten Riegersdorf
Het Knoten Riegersdorf is een snelwegknooppunt in de Oostenrijkse deelstaat Stiermarken. Op dit knooppunt ten westen van het dorp Riegersdorf sluit de (S7)  aan op de (A2).

## Bouwvorm
Het knooppunt is een mixvormknooppunt.